# Червлене
Червле́не — село в Україні, у Лебединській міській громаді Сумського району Сумської області. Населення становить 536 осіб. До 2020 орган місцевого самоврядування — Червленівська сільська рада. Лежить на правому березі річки  Псел. 

## Географія

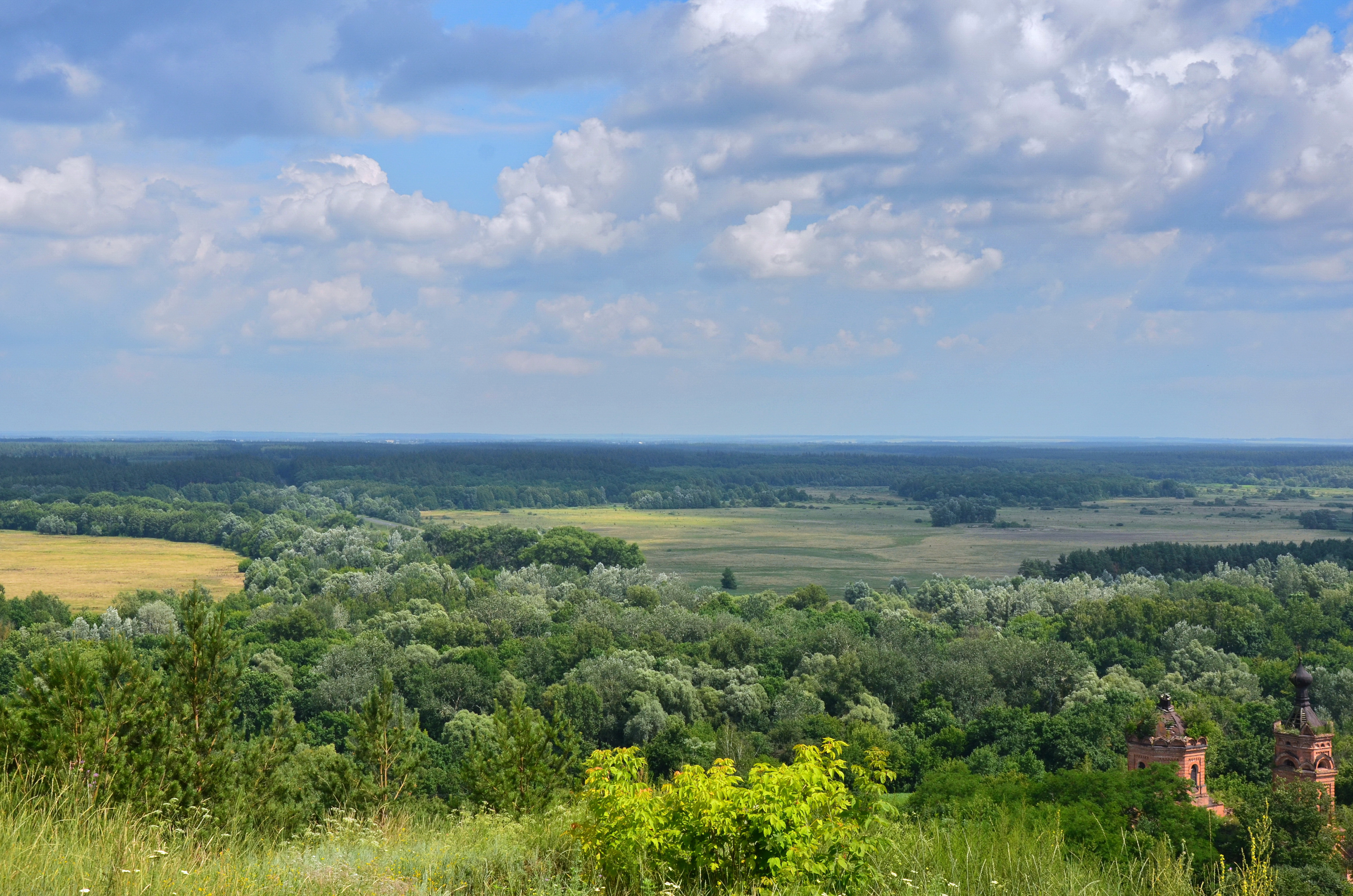
Горизонти Червленого

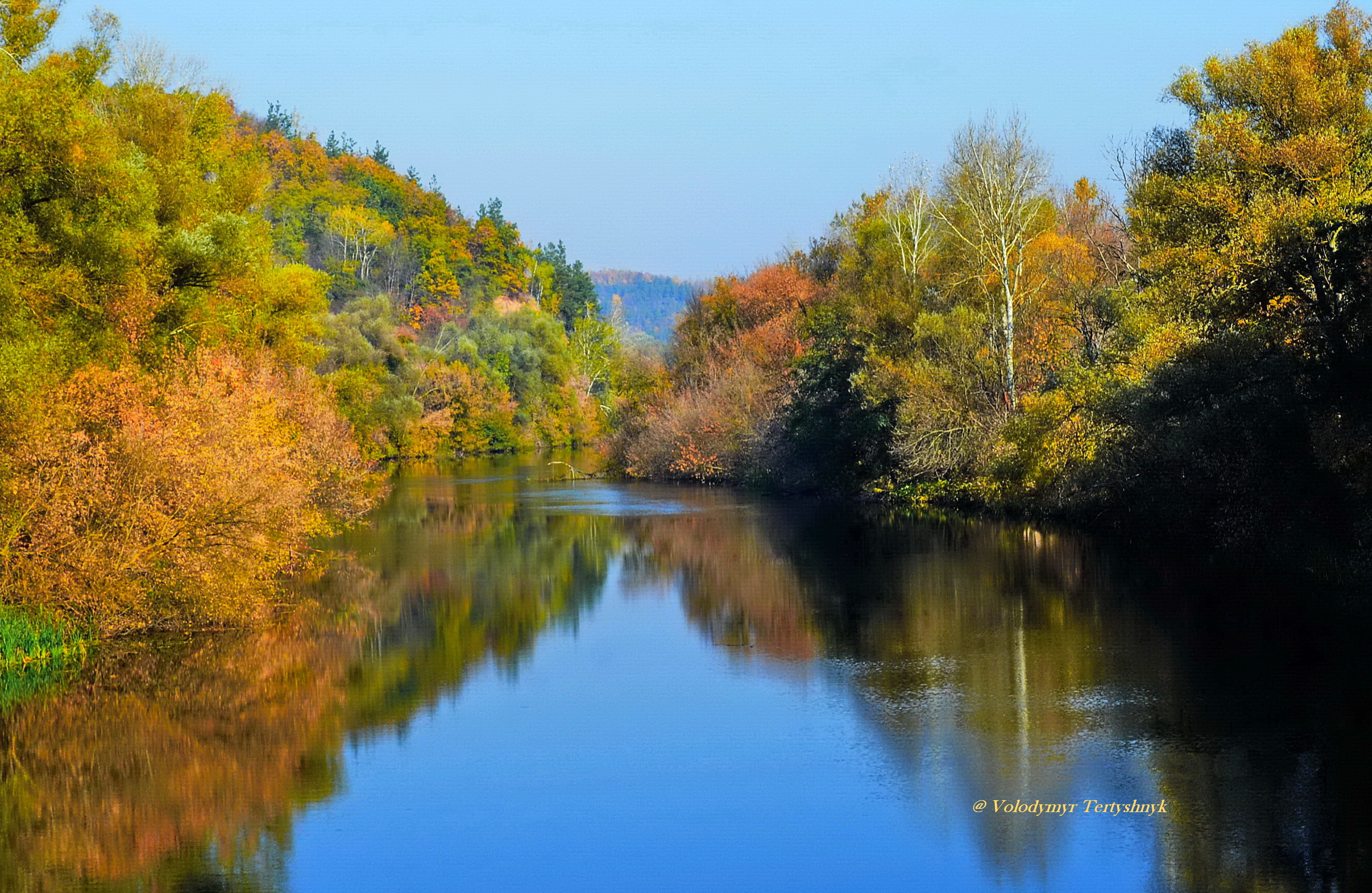
Жовтень на річці Псел біля Червлене

Село Червлене розміщується на правому березі річки Псел. Вище за течією річки на відстані 1,5 км розташоване село Курган, нижче за течією на відстані 1 км розташоване село Гірки. На протилежному березі за 6 км  знаходиться місто Лебедин. Через село проходить автомобільна дорога Т 1913.

## Історія
Історія села Червлене розпочинається з середини XVII століття. За даними Філарета, в 1652 році його заснував лебединський сотник Татарчук. У ті часи ця територія вважалася Слобожанщиною. Слобода Червлене належала до Лебединської сотні Сумського слобідського полку.
За іншою версією, назва села походить від назви озера Черне, яке, за переказами, знаходилося в районі нинішнього клубу та провулку Гладкого. За цією версією, село заснував козак Швидкий.
На той час мешканці села хліборо́били та скотарили. 
У 1732 році в Червленому проживало 240 вільних людей та 122 підданих сотника Татарчука, в 1778 році — 652 особи, в 1864 році населення досягло 1186 осіб, які проживали в 180 дворах. За даними Всеросійського перепису населення, в 1897 році в Червленому проживало 1849 осіб, а в 1926 році нараховувалося 402 господарства та 2052 осіб.
Із заснуванням села Червлене була збудована дерев'яна церква.  В 1771 році вона була перебудована, в 1892—1895 роках на її місці зведена Свято-Миколаївська церква, яка існує й понині. Церква побудована за проектом Нємкіна Володимира Христиановича. Меценатами будівництва церкви були родини Губських, Гордієнків, Цебрів, Лубенських, священник Тимофій Стеменков, протоієрей Іоан Прокопович, дворяни Павло Прокопович та Григорій Максимович.
Згідно з відомостями Червленівського волосного управління за 1869 рік, відомо про існування  в селі 14 млинів та двох олійниць, які належали Миколаївській церкві та родинам Дмитрієвих, Яреськів, Лубенських, Волинських та інших.
У 1876 році на кошти Лебединського земства та парафіян була відкрита земська школа. Вчителями цієї школи стали Надія Порфирівна Кошлакова та Олександра Петрівна Нікуліщева, а законовчителем священник Петро Нікуліщев.
1879 року в селі було відкрито народне училище, в якому вчителювала Любов Немчінова (Віцман). В 1894 році була відкрита церковна школа грамоти, вчителем якої працював псаломщик Семен Костянтинович Губский та законовчителем Петро Григорович Нікуліщев. У тому ж році була відкрита бібліотека-читальня, яка розміщалася у приватному будинку.
В 1885 році у волосній слободі Червлене працювала сукновальня, за три версти від неї - селітровий завод, а за дві та сім верст — горілчані заводи. В 1888 році у слободі існував Олексіївський горілчаний завод, який належав Кошенбару Ю. П. 
У кінці XIX століття багато селян виїхали освоювати землі Далекого Сходу.
1 липня 1904 року із земської школи, яка існувала з 1876 року, було організоване двокласне п'ятикомплектне міністерське училище, в якому викладали Михайло Дем'янович Коробкін, Іван Павлович Волинський, Пелагія Іванівна Лихина, Марія Кузьмівна Зорич, Євдокія Степанівна Венгеровська. Законовчителем був Леонід Соколовський.
В 1908 році в Червленому був відкритий фельдшерський пункт.
В 1916 році працювала цементно-піщана майстерня з виготовлення черепиці.
В 1918—1921 роках у селі кілька разів змінювалась влада. Остаточно село окупували більшовики.
В 1929 році, під час примусової колективізації, було створено колгосп.
В 1932—1933 роках під час Голодомору загинуло близько 200 осіб. У селі Червлене встановлено 2 пам'ятних знаки Жертвам Голодомору.
Село Червлене в жовтні 1941 року було окуповане німецькими загарбниками. У в березні 1943 року німці розстріляли 37 мирних жителів села Червлене та навколишніх сіл. Бої за визволення села відбувалися у лютому-березні та влітку 1943 року. 5 вересня 309 стрілецька дивізія 40-ї армії Воронезького фронту під командуванням Костянтина Москаленка визволила село Червлене.
За роки війни до діючої армії було призвано понад 300 селян, понад 180 з яких загинули на полі бою. У селі встановлено пам'ятник загиблим визволителям кількість яких складає 144 особи.
У післявоєнні роки село відбудувалося. У ці роки на території села працювали колгоспні господарства. Їхніми керівниками були Мельник, Линник Олександр Миколайович, Муха, Лукашов, Олійник, Романенко, Сіренко Іван, Дубовик Терентій Зотович, Салагацький Василь Іванович, Бондаренко Борис Семенович, Щепков Михайло Якович, Авраменко Сергій Михайлович, Лобко Володимир Іванович.
В 1966 році за керівництва Бондаренка Бориса Семеновича були побудовані: приміщення контори господарства, сільський клуб, в 1967 році приміщення місцевої школи, поштового відділення, магазин.
За період з 1985 по 1991 рік за головування Щепкова М. Я. в селі побудовано більш ніж 40 житлових будинків. Побудовані господарські будівлі. В 1993 році приміщення фельдшерсько-акушерського пункту та розпочато газифікацію села, в 1996 році введено в дію ще 7 житлових будинків. В даний час на території села функціонує: місцеве господарство ТОВ СП «Кам'яне», НВК, сільський клуб, бібліотека, фельдшерсько-акушерський пункт, лікарня ветмедицини. 
В архіві нинішньої Миколаївської церкви зберігаються стародавні документи:
1. Духовна запис Васси Іваниха, писана в 1667 році, котрою вона відмовляє червленскіе Миколаївської церкви для вічного поминання її та її роду два борошномельних постава на річці Пслі, з тим, щоб половина доходів вживалася на 88 церкву, а інша йшла священно- і церковнослужителів. В сем акті згадуються два причту червленскіе Миколаївської церкви.
2. Витяг із межової книги, де сказано: «літа 7189 (1681) 27 червня дня по Государева Царьову і Великого Князя Феодора Олексійовича указом, по наказу з розряду за приписи дячка Любима Домніна», наказується по челобітью «Лебединських черкас сіл Прістайлова да Червленого да села Азака їхати на спірну землю, яка в суперечці у Кам'янці з Лебединцев» — і розмежувати землі за будовою книгам Федора Арсеньєва 1650 року і по окремим книгам 1652 про землі Кам'янця.
3. Зберігаються також: маніфест про смерть Петра I, укази від імені імператриць Анни та Єлизавети і також розпорядження Білгородських архіпастирів: єпископа Епіфанія 1723 року, архиєпископа Петра 1733 року, єпископа Іосафа 1754 року, Луки 1756

12 червня 2020 року, відповідно до Розпорядження Кабінету Міністрів України № 723-р «Про визначення адміністративних центрів та затвердження територій територіальних громад Сумської області» увійшло до складу Лебединської міської громади.
19 липня 2020 року, після реорганізації Лебединського району, село увійшло до Сумського району, Сумської області.